# Holly Walker
Holly Ruth Haines Walker (Lower Hutt, 15 de novembre de 1982) és una política neozelandesa i diputada de la Cambra de Representants de Nova Zelanda des de les eleccions de 2011. És membre del Partit Verd.

## Inicis
Walker va néixer el 15 de novembre de 1982 a Lower Hutt. Allí realitzaria els seus estudis primaris i secundaris abans d'anar-se a Dunedin per a estudiar a la Universitat d'Otago. Es graduà amb un BA en anglès i política el 2005. Es graduà el 2009 amb un MPhil de la Universitat d'Oxford. Començaria a treballar pel Partit Verd el 2006.

## Diputada
| Parlament de Nova Zelanda |      |                |        |        |
| Anys                      | Leg. | Circumscripció | Llista | Partit |
| 2011-actualitat           | 50   | Llista         | 12     | Verd   |

Per a les eleccions generals de 2011 seria candidata pel Partit Verd en la circumscripció electoral de Hutt South. Quedà tercera amb l'11,52% del vot. En trobar-se dotzena en la llista electoral del partit i aquest partit rebre catorze escons, Walker fou elegida com a diputada de llista.

## Vida personal
Walker viu actualment amb la seva parella David Haines i el seu fill a Petone, Lower Hutt.